# Дигитални свет
Дигитални свет је фраза која се најчешће користи када се дефинише дигитална писменост, користила се у студијама електротехнике пре стварања светске мреже. Представља доступност и употребу дигиталних алата за комуникацију на Интернету, дигиталне електронике, паметних уређаја и других технологија. Првобитно је термин коришћен за описивање распрострањености дигиталних електронских уређаја за разлику од аналогних електронских уређаја. Чланци о дигиталном свету постали су чешћи 1990-их.

## Академска употреба
Дискусије о хуманистичким наукама и дигиталном образовању имају тенденцију да створе варијације при категоризацији и дефинисању масе посредованих технологија и људских интеракција које се предлажу као део дигиталног света. Израз дигитални свет се користи као масовна именица са много могућих значења и варијација. Неформалан пример су уређаји који се дају деци која улазе у дигиталну еру, а формална употреба укључује образовне политике које се односе на дигитални свет, посебно у стандардизацији дигиталног приступа. Деца која немају приступ дигиталном свету се сврстају у категорију дигиталног јаза. Програм Један лаптоп по детету је пример инклузије (дигиталног света) за децу која живе у сиромаштву и део су ове категорије.